# 남대식 (1948년)
남대식(한국 한자: 南大植, 1948년 10월 15일 ~ 2018년 3월 20일)은 대한민국의 전 축구 선수이자 축구 감독이며, 포지션은 미드필더 및 공격수였다. 선수 시절 개인기가 좋고 어시스트와 드리블에 강점이 있었던 것으로 알려져 있으며, 감독으로서는 선수의 심리 상태 파악 및 상황에 따라 경기 완급 조절에 능했던 것으로 평가되었다. 또한 고려대학교 감독 재임 시절 홍명보, 서정원 등 여러 스타 선수들을 지도했으며, 특히 미드필더였던 홍명보를 스위퍼로 포지션 변경시킨 것으로 유명하다.

## 선수 경력

### 클럽
전라북도 군산시 중동 출신으로 군산중앙초등학교, 군산남중학교, 동북중학교를 거쳐 동북고등학교에서 주장을 맡았으며, 여러 사정으로 인해 양지 축구단 및 제일은행 축구단에서 1년여간 선수 생활을 한 뒤 1970년 고려대학교에 입학하였다. 그 해 있었던 고연전에서 쐐기골을 득점해 팀의 승리에 공헌했으며, 이후 1972년 전국대학축구연맹전에서는 한양대학교와의 경기에서 동점골을 어시스트하는 등의 활약으로 팀의 공동 우승에 기여하였다. 그 뒤 1973년 대통령배 전국축구대회에서 여러 차례 공격 포인트를 기록했으나 팀은 8강전에서 탈락하였고, 얼마 뒤 있었던 와세다 대학과의 정기전 중 두 번째 경기에서 추가골을 기록하며 팀의 승리에 일조하였다. 또한 그 해 전국대학축구선수권대회에서 팀의 준우승을 견인하며 수훈선수상을 수상하였고, 고연전에서는 팀의 결승골이 된 프리킥을 얻어내는 등 좋은 활약을 펼쳤다.
이후 1974년 제일은행 축구단에 입단할 것으로 예상되었으나 최종적으로 국민은행 축구단에 합류하였고, 그 해 팀의 대통령배 금융단 축구대회 준우승에 일조했으나 한국신탁은행 축구단과의 결승전에서 상대 선수와 난투극 직전 상황까지 가는 상황을 연출하며 구설수에 올랐다. 또한 전국축구선수권대회에서 여러 차례 득점을 기록하며 좋은 모습을 보였으나 팀은 결승 진출에 실패하였고, 1975년에는 대통령배 금융단 축구대회에서 인상적인 활약을 선보이며 팀의 우승을 견인했다.
그 뒤 1977년 전국실업축구연맹전에서 득점을 기록하기도 했으며, 1979년 선수 은퇴를 선언하였다.

### 국가대표팀
1969년 아시아 청소년 축구 선수권 대회에 대한민국 U-20 국가대표팀의 일원으로 참가했으며, 필리핀과의 경기에서 선제골을 성공시켜 팀의 7-0 대승을 이끌었다. 또한 라오스와의 경기에서 결승골을 어시스트하는 등 뛰어난 활약을 펼쳤으나, 대표팀은 이란과의 8강전에서 패배해 좋은 성과를 거두지 못했다.
이후 1970년 대한민국 국가대표팀 이원화 원칙에 따라 국가대표 B팀이 신설되자 남대식은 B팀인 백호팀에 포함되었으며, 같은 해 열린 자카르타 창립 기념대회에 출전하였다. 그 해 이원화 원칙이 다시 폐지되어 국가대표팀이 하나로 통합됨에 따라 남대식은 국가대표팀 예비 명단에 포함되었으며, 킹스컵에도 나설 예정이었으나 A매치 경험이 적다는 이유로 최종적으로 제외되었다.
그 뒤 1971년 국가대표팀의 중남미 전지훈련 명단에 포함되었고, 그 해 개최된 박대통령컵 쟁탈 아시아축구대회에도 참가해 말레이시아와의 조별 라운드 2차전에서 국가대표팀에 정식으로 데뷔했으며, 그 경기에서 정강지의 선제골을 어시스트하는 등 좋은 활약을 펼치며 국가대표팀의 우승에 일조하였다. 하지만 같은 해 다시 국가대표팀이 이원화되어 국가대표 B팀이 부활하자 남대식은 다시 B팀으로 편입되었으며, 얼마 뒤 있었던 던디 유나이티드 FC와의 평가전에 출전해 좋은 모습을 보여주었으나 팀의 패배를 막지 못했다. 직후 열린 메르데카 국제축구대회에도 국가대표 B팀의 일원으로 출전했으며, 중화 타이베이와의 3-4위전에서 이중휘의 선제골을 어시스트하는 등의 활약으로 국가대표팀의 승리에 기여하였다.
이후 1972년에는 제1회 한일 정기전의 대학 선발팀 명단에 포함되기도 했다.

## 지도자 경력
은퇴 이후 1980년 국민은행 축구단의 코치로 활동했으나 주심에 항의하는 과정에서 몸싸움을 벌이며 구설수에 올랐고, 이듬해부터 한동안 국민은행 남대문 지점에서 은행원으로 근무하며 축구계와 거리를 두었다. 그 뒤 1984년 은행원 업무와 겸직한다는 조건으로 고려대학교의 코치로 임명되었으며, 그 해 이영익 등 유망 선수들을 데려오는데 성공했으나 김봉길이 최종적으로 연세대학교로 진학하는 등의 손실을 안았다. 1985년에는 송주석, 김상훈 등을 스카우트하는 성과를 올렸으며, 이병우 감독을 보좌하며 팀의 전국축구선수권대회 우승을 견인한 뒤 지도자 코치상을 수상하였다. 하지만 1986년 김종부에게 현대 호랑이 축구단에 입단할 것을 강압하며 당시 불거진 스카우트 파동의 중심 인물 중 한 명으로 자리잡았으며, 스카우트 파동 이후 은행원 업무를 그만두고 지도자 생활에 전념하며 고려대학교 감독으로 활동하였다.
이후 1987년 전국대학축구연맹전 추계 대회에서 팀의 우승을 이끌며 지도자 감독상을 수상하였고, 1988년 팀에 전국대학축구선수권대회 우승을 안기며 지도자 감독상을 수상하였다. 또한 같은 해 전국대학축구연맹전 추계 대회에서 다시 한 번 팀을 정상에 올려 지도자 감독상을 수상했으며, 히로시마 축구 대회에 출전할 대학 선발팀의 감독을 맡았다. 1989년 팀의 전국대학축구선수권대회 2연패를 이루어내 지도자 감독상을 수상하였고, 1990년에는 곽경근, 최익형 등의 유망주들을 데려오는 수훈을 발휘하였다.
그 뒤 1990년 한국대학축구연맹 기술이사로 선임되었으며, 같은 해 열린 아시아 청소년 축구 선수권 대회에 출전할 대한민국 U-20 국가대표팀의 예선 및 본선을 지휘할 감독으로 임명되었다. 이후 대회 우승을 이끌어 1991년 FIFA 세계 청소년 축구 선수권 대회 본선 진출권을 획득했으며, 대회 종료 이후 대회 준우승을 차지한 조선민주주의인민공화국과의 남북 단일팀 논의가 본격화되자 긍정적인 입장을 표시하였다. 그리고 대회 이후 올림픽 대표팀으로 차출된 김승안, 강철, 이임생, 곽경근 등 네 선수의 U-20 대표팀 복귀를 요청했으며, 대한축구협회는 이들 중 강철과 이임생을 남북 단일팀에 합류시키기로 합의하였다. 그 뒤 1991년에 남북 단일팀 구성을 위한 평가전에 출전할 대표팀을 이끌었으며, 남북 단일팀의 감독은 조선민주주의인민공화국의 안세욱이 맡고 남대식은 코치를 맡기로 결정되었다. 이후 남북간 이루어진 평가전에서 1차전은 홍팀(조선민주주의인민공화국)이 2-1 승리를 거두었고 2차전은 5-1로 백팀(대한민국)이 승리하였고, 평가전 이후 남북 단일팀 구성이 완료되었고 협의 결과 안세욱은 공격 훈련을, 남대식을 수비 훈련을 담당하기로 하였다. 그 뒤 대회 본선에서 남북 단일팀은 아르헨티나를 꺾는 등의 이변을 일으키며 1승 1무 1패로 8강 토너먼트에 진출했으며, 8강전에서 브라질에 패배해 4강 진출은 무산되었으나 안세욱과 남대식의 상호 협조가 좋은 평가를 받는 등 나름의 성과를 거두었다. 이러한 공로로 1991년 개최된 대한축구협회 '축구인의 밤' 행사에서 공로상을 수여받았다.
이후 1992년 아시아 청소년 축구 선수권 대회에 출전할 대표팀 감독 중 한 명으로 검토되었으나 최종적으로는 박상인이 낙점되었으며, 1994년 창단 예정인 전남 드래곤즈의 초대 감독 후보로 물망이 올랐으나 최종적으로는 정병탁이 선임되었다. 그리고 1995년 대한민국 유니버시아드 국가대표팀의 감독으로 임명되었으나, 일본과의 유니버시아드 결승전에서 좋지 않은 경기력을 보이며 준우승에 머무른 것으로 인해 비판을 받았다. 또한 지휘봉을 잡고 있던 고려대학교에서도 부진한 성적이 이어지자 퇴진을 요구하는 투서가 잇따랐으며, 결국 1996년 감독직을 사퇴하였다.
그 뒤 1998년 대한축구협회의 기술위원으로 선임되었으며, 1999년 기술위원장에 올랐다. 이후 2000년 전북 현대 다이노스의 기술고문 겸 스카우트로 위촉되어 박동혁 등을 영입하기도 했으며, 2001년 7월 성적 부진으로 최만희가 경질되어 감독이 공석이 되자 대행을 맡았다. 부임 후 3경기만에 첫 승을 올리는 등 4개월여간 2승 6무 6패의 부진한 성적을 기록하였고, 그 해 11월 신임 감독으로 조윤환이 선임되자 기술고문으로 복귀했다. 그 뒤 2003년 9월 V리그 승격을 확정지은 빈즈엉 FC 감독직에 올랐으며, 2004년부터 본격적으로 팀을 지휘하였으나 좋지 않은 성적을 기록하며 8라운드인 테 꽁 FC와의 홈 경기에서 0-1로 패배한 직후 감독에서 물러나 기술고문으로 옮겼다. 하지만 새로운 감독으로 임명된 마이응옥코아 또한 부진한 성적을 거두어 16라운드 종료 후 경질된 이후 남대식은 다시 기회를 얻어 감독으로 복귀하였지만, 분위기 반전에 실패하며 결국 시즌이 끝난 이후 팀을 떠나게 되었다.
이후 2007년까지 한국중등축구연맹의 부회장을 지내며 2006년 '한국중등연맹회장배 국제친선 축구대회' 신설에 관여했으며, 그 해 '전북 축구인의 밤' 행사에서 전북축구협회장 공로패를 수상하였다.

## 사망
2018년 3월 20일 지병으로 세상을 떠났으며, 고려대학교 감독 시절 제자 중 한 명이었던 김대의는 직후인 3월 26일 있었던 수원 FC와 부천 FC 1995와의 K리그2 경기에서 검은색 정장을 입고 나오며 조의를 표했다.

## 기타
1988년 대한민국 내의 대학교 중 처음으로 고려대학교에서 개설된 '스포츠 여름교실'에 강사로 참여했으며, 1994년 고려대학교에서 마련한 '바른교육 큰사람 만들기 국민 성금' 운동에 동참하였다.
1994년 개최된 고려대학교 '메달리스트의 밤' 행서에 참석했으며, 얼마 뒤 열린 고려대학교 '체육인의 날'에서는 '자랑스러운 고려대 출신 체육인'으로 선정되어 지도자상을 수상하였다.
2000년에 1991년 FIFA 세계 청소년 축구 선수권 대회에 참가했던 남북 단일팀의 다른 임원들과 함께 조선민주주의인민공화국에서 탈북한 윤명찬에게 성금을 전달하였다.
2014년 이혜훈이 새누리당 서울시장 예비 후보로 나왔을 당시 지지 의사를 발표하기도 했다.

## 선수 및 지도자 기록

### 클럽
- 1969년: 양지 축구단
- 1969년: 제일은행 축구단
- 1970년 ~ 1973년: 고려대학교
- 1974년 ~ 1979년: 국민은행 축구단

### 국가대표팀
- 1969년
  - 아시아 청소년 축구 선수권 대회 국가대표 (U-20)
- 1970년
  - 자카르타 창립 기념대회 국가대표 (B팀)
- 1971년
  - 박대통령컵 쟁탈 아시아축구대회 국가대표
  - 메르데카 국제축구대회 국가대표 (B팀)

### 지도자
- 1980년: 국민은행 축구단 (코치)
- 1984년 ~ 1986년: 고려대학교 (코치)
- 1987년 ~ 1996년: 고려대학교
- 1990년: 대한민국 U-20 국가대표팀
- 1991년: 코리아 U-20 국가대표팀 (코치)
- 1995년: 대한민국 유니버시아드 국가대표팀
- 2001년: 전북 현대 다이노스 (감독 대행)
- 2003년 ~ 2004년: 빈즈엉 FC
- 2004년: 빈즈엉 FC

## 수상 경력

### 클럽
- 고려대학교
  - 전국축구선수권대회 우승 1회: 1971년
- 국민은행 축구단
  - 전국축구선수권대회 우승 1회: 1978년
  - 대통령배 금융단 축구대회 우승 1회: 1975년
  - 대통령배 금융단 축구대회 준우승 2회: 1974년

### 국가대표팀
- 박대통령컵 쟁탈 국제축구대회 우승 1회: 1971년
- 자카르타 창립 기념대회 준우승 1회: 1970년 (B팀)

### 감독
- 아시아 청소년 축구 선수권 대회 우승 1회: 1990년
- 유니버시아드 준우승 1회: 1995년
- FIFA 세계 청소년 축구 선수권 대회 8강 1회: 1991년 (코리아 코치)
- 전국축구선수권대회
  - 우승 1회: 1985년 (코치)
- 전국체육대회
  - 우승 1회: 1988년
- 전국대학축구선수권대회
  - 우승 2회: 1988년, 1989년
  - 준우승 2회: 1990년, 1991년
- 전국대학축구연맹전
  - 우승 2회: 1987년 추계, 1988년 추계
  - 준우승 2회: 1994년 춘계, 1994년 추계

### 개인
- 1973년 전국대학축구선수권대회 수훈선수상
- 1985년 전국축구선수권대회 지도자 코치상
- 1987년 전국대학축구연맹전 추계 지도자 감독상
- 1988년 전국대학축구선수권대회 지도자 감독상
- 1988년 전국대학축구연맹전 추계 지도자 감독상
- 1989년 전국대학축구선수권대회 지도자 감독상

## 참고 자료
- (나의 선수시절13) 남대식' 상대 속이는 개인기로 70년대 초반 풍미 - KFA 리포트